# Джо Фрейзер
Джо́зеф Ві́льям «Джо» Фре́йзер (англ. Joseph William "Joe" Frazier; 12 січня 1944, Б'юфорт, Південна Кароліна — 7 листопада 2011, Філадельфія, Пенсільванія, США) — американський боксер, золотий медаліст Олімпійських ігор в Токіо 1964 року у важкій вазі, чемпіон світу в 1970-1973 роках за версіями WBA та WBC. Загалом переміг 10 бійців за титул чемпіона світу у важкій вазі. Виграв 4 бої, отримавші оцінку «5 зірок» від BoxRec

## Біографія
Джозеф Вільям Фрейзер народився 12 січня 1944 року в містечку Б'юфорт, штат Південна Кароліна. Боксом почав займатися випадково, після того як прийшов у спортзал лише для того щоб підтримати форму.

### Аматорська кар'єра
Протягом аматорської кар'єри провів 40 боїв, вигравши 38 із них. Першу поразку здобув від Бастера Матіса в бою на відборі до Олімпійських ігор 1964 року в Токіо.
Але згодом Матіс тяжко травмувався, тому Фрейзер замінив його. Він здобув золоту медаль, у фіналі перемігши Ганса Губера з Німеччини за рішенням суддів (з п'яти суддів троє віддали перевагу йому).

### Професіональна кар'єра
Перейшов у професійний бокс у 1965 році, перемігши Вуді Госса технічним нокаутом у першому раунді.
У 1970 переміг Джиммі Елліса в бою за титули чемпіона світу у важкій вазі за версіями WBC та WBA, які залишилися вакантними після того як Мухаммеда Алі позбавили боксерської ліцензії за відмову воювати у В'єтнамі.
Фрейзер провів 4 успішні захисти титулів, в тому числі і в бою з самим Мухаммедом Алі (цей бій отримав назву «Бій сторіччя»).
У 1973 році втратив титули, програвши їх Джорджу Форману, бій було зупинено після того як Фрейзер шостий раз побував у нокдауні протягом перших двох раундів.
У 1975 році мав останню змогу повернути собі звання чемпіону світу в своєму третьому бої з Мухаммедом Алі, але програв не змігши вийти на останній раунд.
Після другої поразки від Джорджа Формана у 1976 році залишив ринг. У 1981 році зробив спробу повернутися, але після нічиєї з Флойдом Каммінгсом остаточно пішов з боксу.

### Смерть
7 листопада 2011 року Джо Фрейзер помер у Філадельфії від раку печінки у віці 67 років.